# Biotopo Wangerau
Il Biotopo Wangerau è un'area naturale protetta che si trova tra il territorio comunale di Plaus e quello di Naturno in Alto Adige. Fu istituita nel 1992.
Occupa una superficie di 4,57 ha nella provincia autonoma di Bolzano.